# 昌浦龍男
昌浦 龍男（まさうら たつお、1965年6月4日 - ）は、日本のタレント。宮城県仙台市出身。

## 出演作品

### テレビ
- レッツゴー!ライオンズ（1996年 - 1997年、東京放送） - リポーター
- OH!バンデス（1998年 - 2002年、ミヤギテレビ） - リポーター
- だんだん 活力アップ体操（2005年、武蔵野三鷹ケーブルテレビ） - 講師

### CM
- TBSビジョン 健康体操（2004年）

| スタブアイコン | サブスタブ | この項目は、まだ閲覧者の調べものの参照としては役立たない、俳優（男優・女優）に関連した書きかけの項目です。この項目を加筆・訂正などしてくださる協力者を求めています（P:映画/PJ芸能人）。 |